# Kotschya goetzei
Kotschya goetzei är en ärtväxtart som först beskrevs av Hermann August Theodor Harms, och fick sitt nu gällande namn av Bernard Verdcourt. Kotschya goetzei ingår i släktet Kotschya och familjen ärtväxter. Inga underarter finns listade i Catalogue of Life.